# Dumping
Dumpingem se nejčastěji rozumí prodej vyváženého zboží za hranicemi levněji než v zemi výroby. Jindy se rozumí dumpingem prodej zboží za hranicemi se ztrátou (pod výrobními náklady). Dumpingem se rozumí též cenové podbízení na trhu, jehož cílem je vytlačit z trhu konkurenci, a to i v rámci jedné země.
Podle některých[jaký?] zákonů se o dumping jedná i tehdy, když se dovezené[zdroj⁠?!] zboží prodává v určitém státě levněji, než mohou v témže státě totéž zboží prodávat domácí výrobci. Dosáhne-li v určitém státě výroba určitého zboží takové výše, že nelze vše spotřebovat doma, nutí se výrobci do vývozu i za ceny ztrátové; někdy si nahrazují ztrátu zvýšením cen téhož zboží na domácím trhu, takže pak domácí odběratelstvo doplácí na onen vývoz. Podporuje-li v tom stát výrobce např. tím, že na dovoz onoho zboží zavede vysoká cla, čímž vyloučí z trhu zahraniční soutěž (nebo ji aspoň znesnadní), lze mluvit o dumpingu. Dumping bývá tedy průvodním jevem nadvýroby; může však býti vyvolán i při nezměněné výrobě, jejíž část byla odkázána na vývoz, jestliže se v cizině náhle změní podmínky pro odbyt této části výroby (např. zvýšením dovozních cel).
Dumpingu rovněž využívají velké společnosti k získání monopolů na zahraničních trzích. Firmy s vysokými zisky si mohou po dlouhou dobu dovolit prodávat v zahraničí zboží za ztrátové ceny, jen aby zničily místní výrobce a zajistily si výsadní postavení na trhu. Tyto metody jsou používány zejména vůči rozvojovým zemím a spadají pod neokolonialismus.
Specifický typ dumpingu vzniká tehdy, pokud vývozce či výrobce je ve své zemi subvencován (dotován), čehož využívá při vývozu do země, která obdobné subvence domácím výrobcům neposkytuje nebo jsou zde subvence menší a která přitom svůj trh nechrání dovozním clem.